# 大熊朝秀

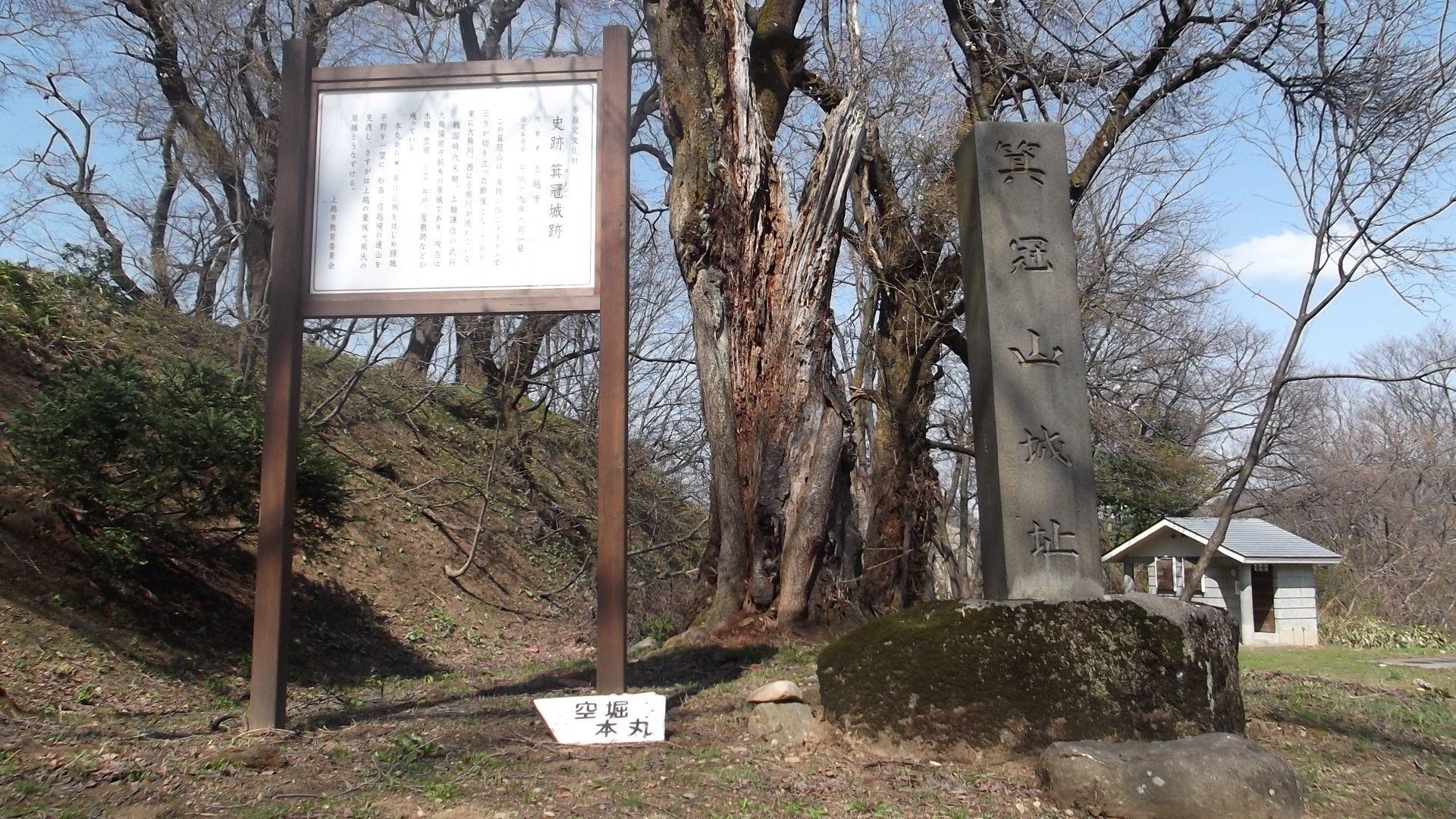
箕冠城跡

大熊朝秀（？—1582年4月3日）是日本戰國時代武將。越後上杉氏、甲斐武田氏重臣。越後國中頸城郡箕冠城主

## 生平
越後守護上杉氏滅亡前後，因擁立上杉謙信而成為重臣。
弘治2年（1556年），因上野家成與下平修理亮爭執領地，大熊朝秀加入家成方，造成家中内派閥對立激化，極度厭惡這些爭執的長尾景虎一度出家，造成家中騷動，受到甲斐國武田信玄引誘而舉起反旗，與會津蘆名盛氏入侵越後，後來由於上野家成失敗，大熊朝秀逃往越中，之後逃到甲斐投靠信玄，成為山縣昌景的與力，後來成為信玄的直臣，成為足輕大將騎馬30騎、足輕75人。
活躍於箕輪城之戰，後於勝賴時代擔任遠江小山城代。長篠之戰後，許多家臣背叛武田家之際，仍忠於武田勝賴，最後在德川織田聯軍進攻天目山之時戰死。子孫仕於真田家。